# Cao thủ
Cao thủ (tiếng Trung: 高手; bính âm: gāo shǒu; tiếng Hàn: 고수; Romaja: gosu) là một thuật ngữ Hán-Việt chỉ đến người có kỹ năng vô cùng lão luyện, cao siêu trong lĩnh vực trò chơi máy tính hoặc trong thế giới võ hiệp cổ trang (trường hợp này còn gọi là cao thủ võ lâm hoặc nội công thâm hậu). Đối với khía cạnh trò chơi máy tính, cụm từ cao thủ thường được dùng để chỉ đến người xưng bá các trò chơi như là StarCraft, Counter-Strike, Tekken, Warcraft III, Diablo II (Godu) aka resurrexion, DotA, Liên Minh Huyền Thoại, Heroes of the Storm, Overwatch, Apex Legends và nhiều trò khác. Ở Hàn Quốc và nhiều quốc gia khác, thuật ngữ này được áp dụng trong các cộng đồng game thủ bởi sự hiện diện cực đông đảo của người Hàn Quốc trong các cộng đồng trò chơi trực tuyến.

## Từ đồng nghĩa
- Leet hoặc 1337
- Über
- Pro hay pờ-rô
- Master